# Ácido dipicolínico
Ácido dipicolínico (ácido 2,6-piridinodicarboxílico, ácido piridina-2,6-dicarboxílico ou PDC e DPA) é um composto químico que compõe 5% a 15% da massa seca de esporos de bactérias. Está associado como responsável para a alta resistência ao calor do endósporo.
É um dos seis isômeros ácido piridinodicarboxílico.